# Centaur-klass
Centaur-klass var en brittisk hangarfartygsklass. Idén till klassen föddes under andra världskriget och till en början var åtta fartyg planerade att byggas. Efter krigets slut minskades dock denna siffra till fyra. Det första fartyget HMS Centaur sjösattes 1947 och togs i tjänst 1953. De övriga tre fartygen i klassen fick namnen HMS Albion, HMS Bulwark och HMS Hermes. Idag är tre av de fyra fartygen skrotade. HMS Hermes fortsatte vara i aktiv tjänst i den indiska flottan som köpte henne av Storbritannien 1986 fram till 2015. Fartyget gick där under namnet INS Viraat.